# Vasilica-Steliana Miron
Vasilica-Steliana Miron (n. 18 februarie 1977) este o politiciană română, senator în Parlamentul României în mandatul 2012-2016 din partea PPDD Suceava. Vasilica-Steliana Mirom a fost membră în grupurile parlamentare de prietenie cu Bosnia și Herțegovina, Iran și Kuwait.